# Wormaldia sukatshevae
Wormaldia sukatshevae là một loài Trichoptera hóa thạch trong họ Philopotamidae.